# Lago Teleckoe
Il lago Teleckoe (in russo Телецкое озеро?, Teleckoe ozero; in lingua altai Алтын Кӧл, Altyn-Köl, letteralmente "lago dorato") è un lago glaciale situato nel nord-est dei Monti Altai, nella Russia siberiana meridionale. Si trova nel Turočakskij e nell'Ulaganskij rajon della Repubblica dell'Altaj.

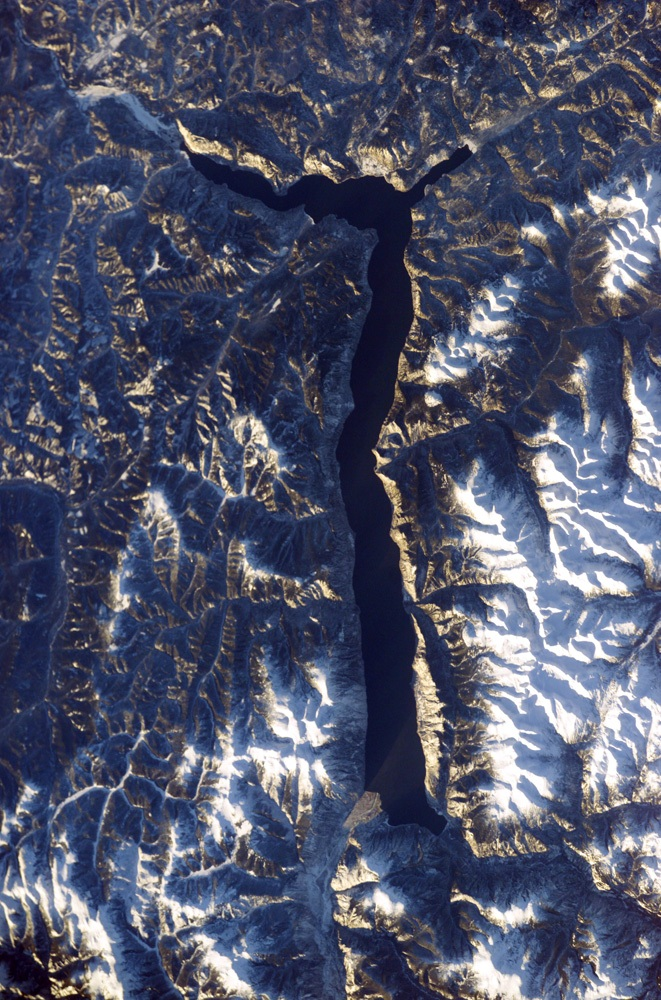
Il lago visto dal satellite

## Geografia
Il Teleckoe è più grande specchio d'acqua dei monti Altai. Stretto e lungo (78,6 km per un massimo di 5,2 km di larghezza), con una forma a gomito, il lago si trova ad una quota di 434 m s.l.m. Le sue rive scoscese in alcuni punti si innalzano rapidamente, su tutti i lati il lago è circondato dai pendii boscosi di catene montuose che toccano i 2000-2500 m (come la catena Korbu).
Con la sua profondità di 325 m è uno dei 25 laghi più profondi al mondo. Il volume dell'acqua è di 41,1 km³. Il lago  è alimentato da oltre 70 corsi d'acqua, tra cui il più grande è il fiume Čulyšman. Una grande isola si trova al delta del Čulyšman: l'isola Kamain (остров Камаин).
Il Teleckoe si trova nella regione delle Montagne d'Oro dell'Altaj e la riva destra del lago fa parte della Riserva naturale dell'Altaj (Алтайский заповедник).
Il lago è caratterizzato da un periodo di congelamento di 4/5 mesi, che dura dalla prima decade di novembre fino a febbraio/marzo.
Gli insediamenti sulle rive del lago sono: Artybaš (Артыбаш), Iogač (Иогач) e Jajlju (Яйлю).

### Fauna
Tra le specie di pesci che vivono nel lago Teleckoe, ci sono: il taimen, il temolo artico, il Brachymystax savinovi (della sottofamiglia Salmoninae), il coregone di Teleck (detto anche aringa di Teleck), il pesce persico e la bottatrice.